# El Djem
El Djem (Latin: Thysdrus) er en by i Tunesien midt mellem Sousse og Sfax med ca. 50.611 indbyggere.
Byen er opført af romerne på en tidligere punisk bosættelse. I det 2. århundrede blev byen en vigtig eksportør af olivenolie.
I starten det det 3. århundrede, da byens amfiteater blev bygget, udbrød der kampe med det daværende Hadrumetum (nuværende Sousse), der havde allieret sig med Rom. Som følge heraf indtog romerske tropper byen og ødelagde store dele af byen. Det er dog usikkert præcist, hvor omfattende ødelæggelserne dengang var. Men byen er i dag fortsat præget af indtoget.
Amfiteatret havde plads til ca. 35.000 tilskuere, hvilket kun overgås af Roms Colosseum og det nu ødelagte teater i Capua. Opførelsen skete på befaling af Gordian I omkring år 238 og blev formentlig anvendt til gladiatorkampe. Man er ikke sikker på, om opførelsen nåëde at blive færdig, eller om bygningen er blevet delvist ødelagt.
Frem til det 17. århundrede forblev amfiteatret urørt, men herefter blev stenene anvendt til forskellige byggerier.
FN optog i 1979 ruinerne på UNESCOs Verdensarvsliste.